# (1157) Arabia
(1157) Arabia ist ein Asteroid des Hauptgürtels, der am 31. August 1929 vom deutschen Astronomen Karl Wilhelm Reinmuth in Heidelberg entdeckt wurde. 
Der Asteroid wurde nach der Arabischen Halbinsel benannt.